# مارچتی اس‌ام.۱۰۱۹
مارچتی اس‌ام. ۱۰۱۹ (به انگلیسی: SIAI-Marchetti_SM.1019) یک هواگرد ملخ‌پیشین تک‌موتوره از نوع STOL liaison monoplane ساخت شرکت SIAI-Marchetti است. هواگرد مارچتی اس‌ام. ۱۰۱۹ نخستین پروازش را در ۲۴ مه ۱۹۶۹ میلادی انجام داد. این هواگرد در سال ۱۹۷۶ میلادی رسماً معرفی گردید. در مجموع، تعداد ۸۶ فروند از این هواگرد ساخته شده‌است.